# Gabriel Martelino Reyes

Gabriel Martelino Reyes

Gabriel Martelino Reyes (1892 - 1952) là một giám mục người Philippines của Giáo hội Công giáo Rôma. Ông nguyên là Tổng giám mục chính tòa Tổng giáo phận Manila và Tổng giáo phận Cebu.

## Tiểu sử
Tổng y Reyes sinh ngày 24 tháng 3 năm 1892 tại Calivo Capiz, thuộc Philippines. Sau quá trình tu học dài hạn tại các cơ sở chủng viện, ngày 27 tháng 3 năm 1915, ở tuổi 23, Phó tế Martelino Reyes được truyền chức linh mục.
Với hơn 15 năm trong sứ vụ linh mục, ngày 29 tháng 7 năm 1932, tin tức từ Tòa Thánh cho biết Giáo hoàng đã bổ nhiệm linh mục Gabriel Martelino Reyes làm Giám mục chính tòa Giáo phận Cebu. Lễ tấn phong cho vị tân chức được cử hành sau đó vào ngày 11 tháng 10. Các giáo sĩ tham gia vào nghi thức truyền chức gồm có chủ phong là Guglielmo Piani, S.D.B., Khâm sứ Tòa Thánh tại Philippines. Hai giám mục phụ phong gồm có giám mục James Paul McCloskey, giám mục chính tòa Giáo phận Jaro và giám mục Alfredo Verzosa y Florentin, giám mục chính tòa Giáo phận Lipa. Tân giám mục chọn cho mình châm ngôn:Da mihi partem de tua misericordia.
Ngày 28 tháng 4 năm 1934, Tòa Thánh nâng cấp Giáo phận Cebu lên hàng Tổng giáo phận. Giám mục Reyes được tái bổ nhiệm ở lại đây, với chức danh mới là Tổng giám mục chính tòa Tổng giáo phận Cebu.
Mười lăm năm sau khi được thăng Tổng giám mục, Tòa Thánh bổ nhiệm Tổng giám mục Gabriel Martelino Reyes vào vị trí Tổng giám mục Phó Tổng giáo phận Manila vào ngày 25 tháng 8 năm 1949, với chức danh Tổng giám mục hiệu tòa Phulli. Ngày 13 tháng 10 cùng năm, ông kế nhiệm chức Tổng giám mục chính tòa. Ba năm sau đó, ngày 10 tháng 10 năm 1952, Tổng giám mục Gabriel Martelino Reyes đột ngột từ trần, hưởng thọ 60 tuổi.

## Tông truyền
Tổng giám mục Gabriel Martelino Reyes tham gia các nghi thức truyền chức, với vai trò:
- Chủ phong các giám mục:

- Năm 1938, Giám mục Mariano Aspiras Madriaga (1902 - 1981) (sau là Tổng giám mục Tổng giáo phận Lingayen-Dagupan)
- Năm 1940, Giám mục Johannes Christianus Vrakking, M.S.C. (1886 - 1961).

- Phụ phong cho giám mục:

- Năm 1947, Giám mục Rufino Jiao Santos (1908 - 1973) (sau là Hồng y - Tổng giám mục Tổng giáo phận Manila)